# NGC 415
NGC 415 je galaksija u zviježđu Kipar.

## Vanjske poveznice
- SEDS: NGC 415